# Académie des sciences morales et politiques
Para España, véase Real Academia de Ciencias Morales y Políticas
La Académie des sciences morales et politiques o Academia de Ciencias Morales y Políticas es una de las cinco academias del Instituto de Francia.
Fue fundada en 1795, suprimida en 1803 y restaurada por François Guizot en 1832. La Academia de Ciencias Morales y Políticas es la institución francesa más antigua en el ámbito de las ciencias humanas y sociales. Siguiendo el espíritu de Montesquieu, su función es describir científicamente la vida de los hombres en sociedad para proponer mejoras formas para su gobierno.  

## Organización

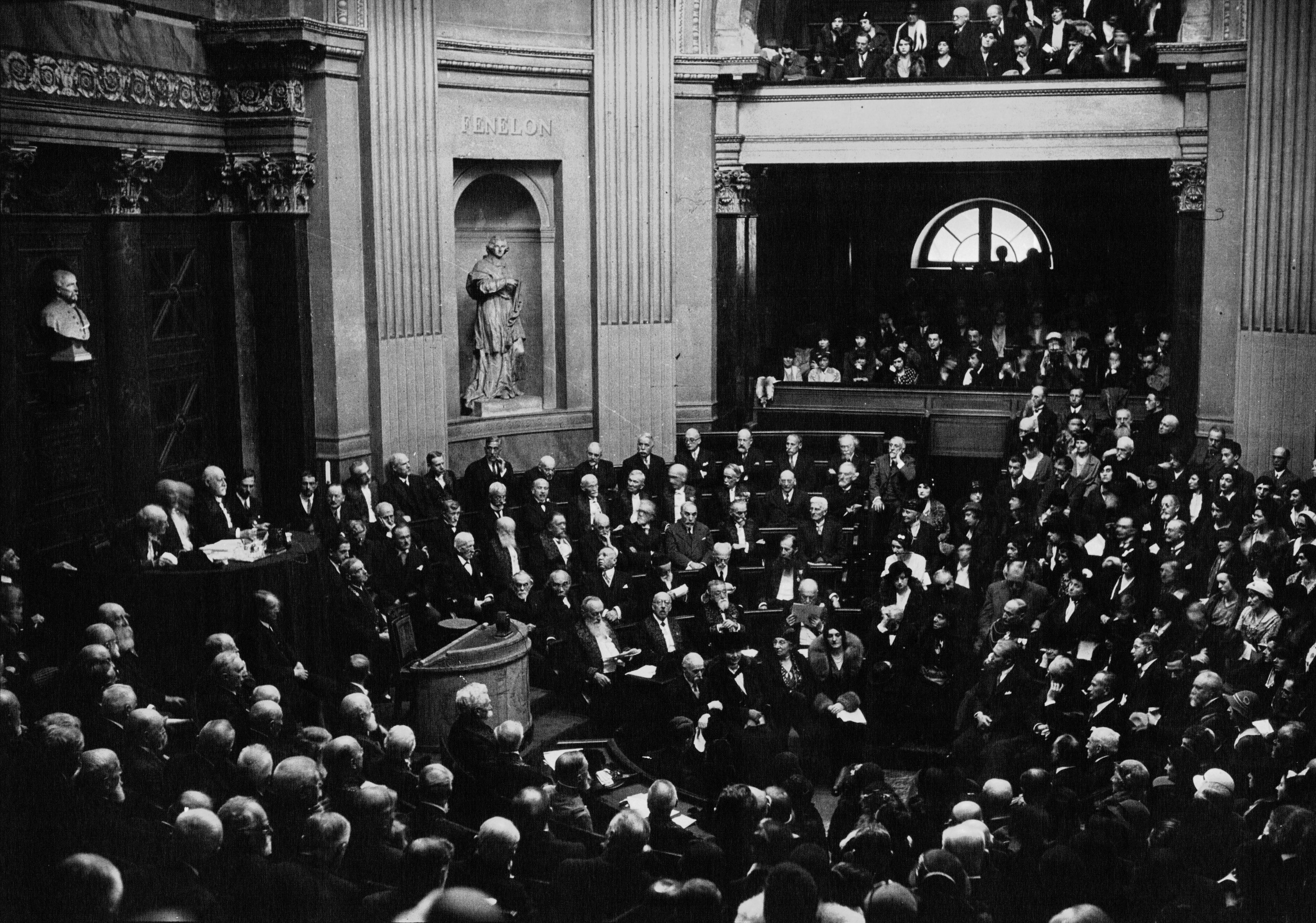
Sesión conmemortativa del centenario del restablecimiento de la Académie des sciences morales et politiques en el Institut de France en 1932. Vista general durante el discurso del presidente Léon Brunschvicg (a la izquierda).

Los miembros de la Academia son elegidos por sus pares, según sus méritos personales. La Academia cuenta con 50 miembros, repartidos en seis secciones de acuerdo a sus especialidades:
- I : Filosofía
- II : Moral y sociología
- III : Legislación, derecho público y jurisprudencia
- IV : Economía política, estadística y finanzas
- V : Historia y geografía
- VI : Sección general, antiguamente llamada de miembros libres (membres libres).

A estas seis secciones se añaden los asociados extranjeros y sus corresponsales. Entre los asociados externos se encuentran figuras de renombre tales como Vaclav Havel, Juan Carlos I y Benedicto XVI.
La Academia constituye un órgano de reflexión interdisciplinar. Difunde en su sitio en Internet los textos de las comunicaciones que le son presentados, así como reportes y ciertos textos escritos por sus miembros

## Miembros actuales
En 2025 : Jean-Robert Pitte, presidente. Jean-David Levitte, vicepresidente. Bernard Stirn, Secretario perpetuo.
| Sección                                             | Silla | Miembro                     | Fecha de designación |
| --------------------------------------------------- | ----- | --------------------------- | -------------------- |
| I : Filosofía                                       | 1     | Chantal Delsol              | 2007                 |
| I : Filosofía                                       | 2     | Carole Talon-Hugon          | 2024                 |
| I : Filosofía                                       | 3     | vacante                     | 2024                 |
| I : Filosofía                                       | 4     | Olivier Houdé               | 2018                 |
| I : Filosofía                                       | 5     | Daniel Andler               | 2016                 |
| I : Filosofía                                       | 6     | Claudine Tiercelin          | 2017                 |
| I : Filosofía                                       | 7     | Rémi Brague                 | 2009                 |
| I : Filosofía                                       | 8     | vacante                     | 2024                 |
| II : Moral y sociología                             | 1     | Pierre-Michel Menger        | 2023                 |
| II : Moral y sociología                             | 2     | Olivier Grenouilleau        | 2024                 |
| II : Moral y sociología                             | 3     | Luc Ravel                   | 2022                 |
| II : Moral y sociología                             | 4     | Pierre Brunel               | 2015                 |
| II : Moral y sociología                             | 5     | Marianne Bastid-Bruguière   | 2001                 |
| II : Moral y sociología                             | 6     | Jean-François Mattéi        | 2015                 |
| II : Moral y sociología                             | 7     | Xavier Darcos               | 2006                 |
| II : Moral y sociología                             | 8     | Haïm Korsia                 | 2014                 |
| III : legislación, derecho público y jurisprudencia | 1     | Yves Gaudemet               | 2014                 |
| III : legislación, derecho público y jurisprudencia | 2     | Bruno Cotte                 | 2010                 |
| III : legislación, derecho público y jurisprudencia | 3     | Serge Sur                   | 2021                 |
| III : legislación, derecho público y jurisprudencia | 4     | Bernard Stirn               | 2019                 |
| III : legislación, derecho público y jurisprudencia | 5     | Louis Vogel                 | 2020                 |
| III : legislación, derecho público y jurisprudencia | 6     | Gilbert Guillaume           | 2007                 |
| III : legislación, derecho público y jurisprudencia | 7     | vacante                     | 2024                 |
| III : legislación, derecho público y jurisprudencia | 8     | Pierre Delvolvé             | 2009                 |
| IV : Economía política, estadística y finanzas      | 1     | Bernard Arnault             | 2024                 |
| IV : Economía política, estadística y finanzas      | 2     | Michel Pébereau             | 2007                 |
| IV : Economía política, estadística y finanzas      | 3     | Pierre-André Chiappori      | 2017                 |
| IV : Economía política, estadística y finanzas      | 4     | Dominique Senequier         | 2023                 |
| IV : Economía política, estadística y finanzas      | 5     | Jean-Claude Casanova        | 1996                 |
| IV : Economía política, estadística y finanzas      | 6     | vacante                     | 2023                 |
| IV : Economía política, estadística y finanzas      | 7     | vacante                     | 2024                 |
| IV : Economía política, estadística y finanzas      | 8     | Jean Tirole                 | 2011                 |
| V : Historia y geografía                            | 1     | Georges-Henri Soutou        | 2008                 |
| V : Historia y geografía                            | 2     | Jean-Robert Pitte           | 2008                 |
| V : Historia y geografía                            | 3     | François d'Orcival          | 2008                 |
| V : Historia y geografía                            | 4     | Emmanuel de Waresquiel      | 2025                 |
| V : Historia y geografía                            | 5     | Lucien Bély                 | 2023                 |
| V : Historia y geografía                            | 6     | Éric Roussel                | 2018                 |
| V : Historia y geografía                            | 7     | Alain Duhamel               | 2012                 |
| V : Historia y geografía                            | 8     | Jean Tulard                 | 1994                 |
| VI : Sección general                                | 1     | Renaud Denoix de Saint Marc | 2004                 |
| VI : Sección general                                | 2     | André Vacheron              | 2009                 |
| VI : Sección general                                | 3     | Jean-David Levitte          | 2007                 |
| VI : Sección general                                | 4     | Henri Bentégeat             | 2023                 |
| VI : Sección general                                | 5     | Pierre Mazeaud              | 2005                 |
| VI : Sección general                                | 6     | vacante                     | 2025                 |
| VI : Sección general                                | 7     | Jean-Claude Trichet         | 2010                 |
| VI : Sección general                                | 8     | Thierry de Montbrial        | 1992                 |
| VI : Sección general                                | 9     | Jacques de Larosière        | 1993                 |
| VI : Sección general                                | 10    | Hervé Gaymard               | 2022                 |
| Miembros asociados extranjeros                      | 1     | Denis Mukwege               | 2024                 |
| Miembros asociados extranjeros                      | 2     | Bartolomé I                 | 2025                 |
| Miembros asociados extranjeros                      | 3     | Carlos III del Reino Unido  | 1992                 |
| Miembros asociados extranjeros                      | 4     | El Hassan bin Talal         | 2008                 |
| Miembros asociados extranjeros                      | 5     | Stephen Breyer              | 2012                 |
| Miembros asociados extranjeros                      | 6     | Élie Barnavi                | 2025                 |
| Miembros asociados extranjeros                      | 7     | vacante                     | 2024                 |
| Miembros asociados extranjeros                      | 8     | Mario Monti                 | 2012                 |
| Miembros asociados extranjeros                      | 9     | Dora Bakoyannis             | 2008                 |
| Miembros asociados extranjeros                      | 10    | Zaki Nusseibeh              | 2021                 |
| Miembros asociados extranjeros                      | 11    | Juan Carlos I de España     | 1986                 |
| Miembros asociados extranjeros                      | 12    | Jean-Claude Juncker         | 2006                 |